# Sade McCreath
Sade McCreath (* 25. Juni 1996) ist eine kanadische Leichtathletin, die sich auf den Sprint spezialisiert hat.

## Sportliche Laufbahn
Erste internationale Erfahrungen sammelte Sade McCreath im Jahr 2014, als sie bei den Juniorenweltmeisterschaften in Eugene mit 12,16 s im Halbfinale im 100-Meter-Lauf ausschied und mit der kanadischen 4-mal-100-Meter-Staffel im Vorlauf nicht ins Ziel kam. 2015 begann sie ein Studium an der Wayne State University in den Vereinigten Staaten und besuchte ab 2016 die Bethune–Cookman University in Florida. 2019 schied sie bei der Sommer-Universiade in Neapel mit 11,65 s im Halbfinale über 100 Meter aus und 2024 schied sie bei den Hallenweltmeisterschaften in Glasgow mit 7,30 s in der ersten Runde im 60-Meter-Lauf aus. Bei den World Athletics Relays im Mai auf den Bahamas wurde sie in 43,09 s Siebte in der 4-mal-100-Meter-Staffel und sicherte damit dem kanadischen Tean einen Startplatz bei den Olympischen Sommerspielen in Paris. Dort belegte sie in 42,69 s im Finale den sechsten Platz. Im Jahr darauf schied sie bei den Hallenweltmeisterschaften in Nanjing mit 7,35 s im Halbfinale über 60 Meter aus.
2023 wurde McCreath kanadische Hallenmeisterin im 60-Meter-Lauf.

## Persönliche Bestzeiten
- 100 Meter: 11,21 s (+1,8 m/s), 28. Juli 2023 in Langley
  - 60 Meter (Halle): 7,26 s, 7. Februar 2025 in Blacksburg
- 200 Meter: 23,19 s (+1,6 m/s), 30. Juli 2023 in Langley